# S.E.A.
『S.E.A.』とは、世界のディズニーパークにおいて、探検家・冒険家である架空のキャラクターが所属する架空の団体、『Society of Explorers and Adventurers』の略称。

## 理念
探検家・冒険家らが各々の旅路での新たな発見、知識、芸術を世界中へ広めるために活動をしている。紋章にはS.E.A.が重要視する4つの事柄が描かれており、「冒険」を象徴するガリオン船、「ロマンス」を象徴するアーミラリー天球、「発見」を象徴する羅針盤、「発明」を象徴する絵筆や彫刻道具が描かれている。

## 歴史

### 創設
1538年8月12日、新しい知識の取得に尽力するために設立された。メンバーは主に探検家や冒険家、科学者によって構成されており、彼らが活動拠点としていたフォートレス・エクスプロレーションには以下の創設メンバーの肖像画が飾られている。
- イブン・バットゥータ
- ヴァスコ・ダ・ガマ
- エンリケ航海王子
- クラウディオス・プトレマイオス
- クリストファー・コロンブス
- ティコ・ブラーエ
- ピュテアス
- フェルディナンド・マゼラン
- フランシス・ドレーク
- マルコ・ポーロ
- レイフ・エリクソン
- レオナルド・ダ・ヴィンチ

### 再興
1899年、ヘンリー・ミスティック卿の邸宅、ミスティック・マナーにて以下のメンバーが会合を行った。その際のイラストがミスティック・ポイント待ち列にて確認できる。
- ヘンリー・ミスティック卿
- アルバート
- ハリソン・ハイタワー三世
  - なお、シリキ・ウトゥンドゥを携えている。
- バーナバス・T・ブリオン
- メアリー・オーシャニア船長
- R・ブラウアーヒンメル教授
- J・L・バティリスタ博士
- チャールトン・J・タバレット
- 名前不明の男

1931年以降には、アルバート・フォールズによって設立されたジャングルナビゲーションカンパニーの本部のスキッパー・キャンティーンというレストランのS.E.A.ルームで秘密の会合が行われたことがわかっている。この部屋にはS.E.A.紋章が入ったトルコ帽子が14個置かれており、その内8個にはネームタグが添えられており、それは以下のキャラクターである。また、ネームタグの添えられていない6つの帽子が今回参加していないメンバーのものなのかは不明。会合の際はトルコ帽を被るのが習わしだったという。
- ヘンリー・ミスティック卿
- アルバート
- アルバート・フォールズ博士
- メアリー・オーシャニア船長
- メリウェザー・アダム・プレジャー
- シェフ タンダジ
- ルアナ・テシェイラ
- サンゴショー

世界中に本部を置いており判明された支部は以下の通り。
- カリフォルニア（アナハイム）
- 日本
- イタリア

## メンバー（1890年代以後）
- ヘンリー・ミスティック卿
  - 香港ディズニーランド、ミスティック・ポイントのキャラクター。自宅を博物館として開放、集めたコレクションを公開している[4]。
- アルバート
  - ミスティック卿に命を救われた子猿[4]。
- ハリソン・ハイタワー三世
  - ホテルハイタワーのオーナー。1899年12月31日に失踪。略奪王というあだ名で恐れられいた。
- バーナバス・T・ブリオン
  - ビッグサンダー・マウンテン（フロリダ）にて、ビッグサンダー・マイニング・カンパニーを設立、採掘を続けている。
- メアリー・オーシャニア船長
  - 調査船オーシャニアの船長。ディズニー・タイフーン・ラグーンのアトラクション、ミスアドベンチャーフォールズのメインキャラクター。
- R・ブラウアーヒンメル教授
- J・L・バティリスタ博士
- チャールトン・J・タバレット
  - ミスティック・マナーに飾られているすべての絵を描いた人物で、アルバートに邪魔されている絵も飾られている。
- ジェイソン・チャンドラー
  - かつてディズニーランド・リゾートで計画されていたエリアで東京ディズニーシーの前身にも当たる、ディスカバリーベイのキャラクターであった。ビッグサンダー地区の金脈を掘り当て億万長者になったのち、その財産を使って未来都市「ディスカバリーベイ」を建設したという設定。新エリア計画の白紙撤回のちその名前は長らく登場しなかったが、フロリダのビッグサンダー・マウンテンリニューアルの際、待ち列に飾られた手紙に名前が発見される。
  - ソアリン内カメリア・ファルコの会員証明書に秘書として署名している。
  - フロンティアランド内の馬車の貨物に彼の名札付きトランクが積み込まれている。
- ジョック・リンゼイ
  - 1981年公開『レイダース/失われたアーク《聖櫃》』の冒頭にて水上飛行機パイロットとして登場。
  - 1938年にディズニー・スプリングスの土地の一部を買い取って住み、飛行機の格納庫（ハンガー）を改装しハンガーバーを開く。
- アルバート・フォールズ博士
  - 貨物運送会社であるジャングルナビゲーションカンパニーという会社を設立するが、衰退したのちジャングルクルーズを開く。会社本部にスキッパーキャンティーンという店を開いた。店内にはS.E.A.の集会に使われていた部屋がある。
- メリウェザー・アダム・プレジャー
- シェフ タンダジ
- ルアナ・テシェイラ
- サンゴショー
- ブリュー船長
  - 「ディスカバリーベイ」のモチーフとされていた1974年公開のディズニー映画『地球の頂上の島』にて登場。ジャック・マランが演じた。
- コン・チュウノスケ博士
  - 2021年7月、カリフォルニア版およびフロリダ版ジャングルクルーズのリニューアルに際して初登場した、日本人の昆虫学者であり、S.E.A.メンバーの一人である。
- アヤ コアメ＝ボーシエル
  - 2023年11月、アドベンチャーランドツリーハウス カリフォルニア版に登場する探検家一家の「娘（名前不明）」は天文学の研究をしており、その中にS.E.A.メンバーであるアヤからの手紙が置かれている。また2023年11月に、トロピカルハイダウェイにあるS.E.A.メンバーたちのオールに、彼女の名前が追加された。
- オリバー・オーシャニア
  - 「Shinji Takahashi and the Mark of the Coatl」に登場するメアリーオーシャニア船長の孫。自称「パートタイム航海士。元海賊。多才な悪党。」という元海賊で過去を知る他のS.E.A.メンバーからは嫌われている。
- プリヤ・バナジー
  - S.E.A西海岸支部長。インド人。ペットはクマのカリを飼っている。
- ロベルト・カレロ・リーバス教授
  - メソアメリカ文化に精通しているS.E.A.メンバー。
- ゾーイ・キム
  - ドローンが好きなエンジニア。
- マヤ・グリフィン
  - S.E.A.の中でも屈指の経験と技術を持つ探検家で、ビジネス方面でも才能を発揮している。
- カメリア・ファルコ

なお、これらメンバーの顔の一部はウォルト・ディズニー・イマジニアリングのクリエイターがモデルである。

## 関連施設

### 東京ディズニーシー
- フォートレス・エクスプロレーション
  - S.E.A.の創設の地である大航海時代の要塞。これらS.E.A.のバックグラウンドストーリーの始まりの地でもある。
- タワー・オブ・テラー
  - メンバーに名を連ねるハリソン・ハイタワー三世が謎の失踪を遂げたという設定のアトラクション。
- 東京ディズニーシー・ホテルミラコスタ
  - S.E.A.が発展していくにつれ、メディテレーニアン・ハーバーに訪れる人が増え、より多くの客を泊めることができるようにとザンビーニブラザーズが増築を繰り返し、いまのかたちになったとされる。また、S.E.A.メンバーも多く利用したとされる。
- ソアリン:ファンタスティック・フライト
  - 空を飛ぶという人類の夢を称える特別な博物館、ファンタスティック・フライト・ミュージアムを訪れたゲストはさまざまな展示物を見ながら館内を巡り、空飛ぶ乗り物ドリームフライヤーに乗り込む。S.E.A.メンバーのカメリア・ファルコが大きく関わっている。

### 香港ディズニーランド
- ミスティック・マナー
  - ヘンリー・ミスティック卿が邸宅を博物館として収蔵品を公開したアトラクション。なお、S.E.A.の会合場所として使用されていた。

### ウォルト・ディズニー・ワールド・リゾート

#### マジック・キングダム
- ジャングルクルーズ
  - S.E.A.のメンバーであるアルバート・フォールズ博士の設立したジャングルナビゲーションカンパニーが運送業で行き詰まり、観光業に転換して生まれたアトラクションという設定。
- スキッパー・キャンティーン
  - ジャングルナビゲーションカンパニーの本部に開かれたレストラン。S.E.A.の秘密会合として使われた部屋が存在し、その入り口に置かれた棚には14個のトルコ帽が置かれている。また、部屋の中には二枚の地図が飾られており、それぞれメアリー・オーシャニア船長、ジェイソン・チャンドラーとブリュー船長によるものである。
- ビッグサンダー・マウンテン
  - メンバーの一人、バーナバス・T・ブリオンが設立したビッグサンダー・マウンテン・マイニング・カンパニーが採掘を行っているという設定。待ち列の途中には彼に自身の発明品の削岩機を売ったジェイソン・チャンドラーが採掘中止を勧める手紙が飾られている。

#### ディズニー・タイフーン・ラグーン
- ミスアドベンチャーフォールズ
  - トレジャーハンターであるメンバーの一人、メアリー・オーシャニア船長がメインに据えられている。嵐によりタイフーンラグーンに座礁し、四散した彼女の収集物を探すS.E.A.の調査に参加する、というアトラクション。
  - オーシャニア船長のかつての相棒であるオウムのダンカンが登場。

#### ディズニー・ボードウォーク
- アブラカダ・バー
  - 誰のものともわからないS.E.A.のメンバーのトルコ帽が店内に置かれている。なおマジックバーである。

#### ディズニー・スプリングス
- アドベンチャラーズ・クラブ[5]
  - 冒険家であり、メンバーでもあるメリウェザー・アダム・プレジャーは、1911年に無人島を発見し、後日プレジャーランドと名付けられたその島で造船会社を設立した。事業も軌道に乗り、島には世界中の冒険家が集い、アドベンチャラーズクラブが形成されるようになった。
  - 1941年、長年の冒険欲に耐え切れずメリウェザーは出発し、そのまま行方不明となった。残された２人の息子は会社を継いだものの、1955年に島の運営もろとも破綻、島をハリケーンが襲ったこともあり、プレジャーランドは荒廃し無人となった。だが1987年に発見され、1989年にクラブも含めた新プレジャーアイランドとして再オープンした、という設定となっている。また、クラブ内には、メリウェザーの集めていたコレクションが飾られ、壁はクラブメンバーたちの冒険の写真で埋め尽くされている。
  - なお、この施設は2008年にクローズしているが、一部の展示物はアウラニ・ディズニー・リゾート＆スパ コオリナのアンティーズビーチハウスに移されている。
- ジョック・リンゼイのハンガー・バー
  - メンバーであるジョック・リンゼイが、この土地の一部を買い取って住み、飛行機の格納庫（ハンガー）を改装しハンガーバーを開いた。

### ディズニーランド・リゾート
- アドベンチャーランドツリーハウス カリフォルニア版
  - 元々は「ターザンのツリーハウス」というアトラクションをリニューアルでテーマ、ストーリーが一新され、1937年に探検家一家が建てたツリーハウスという設定である。一家の中でも「娘（名称不明）」は天文学を学んでおり、彼女の部屋には手作りの天体望遠鏡や、天体の研究記録や、天体模型などが置かれてあり、一家の「娘」はS.E.A.と交流があるようで、同じ天文学者でS.E.A.メンバーのひとりであるアヤ コアメ＝ボーシエルと手紙でやり取りをしている。
- ベンガルバーベキュー
  - ミスティック・マナーで飾られているものと同じ1899年のS.E.A.の会合の際の絵が飾られている。また、R・ブラウアーヒンメル教授のポストカードが飾られている。
- トロピカル・ハイダウェイ
  - 2018年12月19日開業。当時未発表であったカメリア・ファルコを含むメンバーの名前と世界各地の川の名前が刻まれたプレート付きオールが飾られている。[6]

### アウラニ・ディズニー・リゾート&スパ コオリナ
- アンティーズビーチハウス
  - 飾られているコレクションは、カイミというかつてアドベンチャラーズクラブに所属していた人物のものとのこと。かつてアドベンチャラーズ・クラブに飾られていたプロップスの一部を受け継いでいる。
  - アドベンチャークラブからハワイへ送られたとみられる書簡が展示されている。文中ではハイタワー三世とシリキ・ウトゥンドゥについて言及されている。[5]

### ディズニー・クルーズライン
- オーシャニアズラボ
  - メアリー・オーシャニアーの研究室。
  - ミスティック・マナーでの会合の絵がある。また、S.E.A.のパッチ、ホテルタワー開業時の新聞記事なども展示されている。新聞記事はアメリカンウォーターフロントにある「ニューヨーク・グローブ通信」のものであり、同じものがタワー・オブ・テラー前でも確認できる。[5]

### ディズニーランド・パリ
- コロネル・ハッチ・ピザ・アウト
  - 看板の下にあるトランクにS.E.A.のステッカーが貼られていた。[7] 現在は撤去されている。[8]